# Rambert Malatesta
Rambert Malatesta fou fill de Joan I Malatesta. El 1221 va succeir al pare com a senyor de Pennabilli, Verrucchio, Roncofreddo, Scorticata, Poggio dei Berni, Ciola dei Malatesti, Montegelli, Rontagnano, Savignano di Rigo, Pietra dell'Uso, Montebello, Montepetra i Strigara; fou conseller de la Comuna de Rimini el 1233. Va morir el 1248. Es va casar amb Rengarda Brandolini, filla del comte Guido Malabocca Brandolini, comte de Bagnacavallo, i va deixar un fill, Joan II Malatesta.